# Buccinum verkruezeni
Buccinum verkruezeni — вид морских брюхоногих моллюсков из семейства Buccinidae отряда Neogastropoda. В ископаемом виде не обнаружены.
Высота раковины до 10,9, диаметр до 6,5 см. Она толстостенная, с 8—9 оборотами, окрас желтый или бурый. Скульптура образована осевыми отчетливыми линиями роста и развитыми на верхних частях оборотов приподнятыми изогнутыми складками, их пересекают узкие закругленные спиральные кили и уплощенные ребра, разделенные тонкими желобками и покрытые в свою очередь нитевидными вторичными ребрышками. Устье широкое. Обитает в восточной части Тихого океана в западной и северной частях Японского моря, у острова Хоккайдо, южных Курильских островов и южных берегов Сахалина. Бентосное животное, встречается на илистых и илисто-песчанистых с галькой и камнями грунтах. Питается в основном падалью, но может атаковать и живую добычу. Достигают максимального размера к 13 годам, половозрелыми становятся с двухлетнего возраста при длине раковины 5,5—6 см. Кладка похожа на комок из 100—300 закругленных яйцевых капсул, серовато-желтая. В каждой капсуле содержится белковая жидкость и много яиц, но к финалу развития остается всего 2—3 особи. Из яиц выводятся молодые улитки, без личиночных стадий. Это моллюски безвредны для человека, являются объектом промысла.